# Я з тобою
«Я з тобою» — український драматичний фільм, знятий Олегом Туранським. Прем'єра стрічки в Україні відбулася 21 квітня 2016 року. Над стрічкою працювала команда «Sister's production», фільм був знятий на замовлення телеканалу «1+1». Фільм розповідає про двох друзів-спортсменів, які закохуються в одну дівчину, а потім, об'єднуючись, намагаються в умовах воєнних дій в Україні, у будь-який спосіб дістати гроші на її лікування від раку.

## Сюжет
У картині розказується історія Романа та Олексія — двох бійців-спортсменів, які закохуються в одну дівчину — Тетяну. Життя і час розводить двох юнаків у різні кути — Роман потрапляє до Москви, Олексій — живе в Україні. Тетяна бере собі за хлопця Олексія. Невдовзі дівчина хворіє, в неї виявляють рак. Після того як Роман дізнається про хворобу Тетяни, він негайно летить в Україну, яка переживає тяжкі часи — Революцію, війну на Донбасі. Дізнавшись про проводження турніру зі змішаних єдиноборств у Києві, Роман вирішує як знайти гроші для лікування Тетяни — перемогти у турнірі, де призовий фонд становить — 100 000 доларів. У цьому турнірі повинен виступити і Олексій, який теж хоче знайти гроші на лікування. Але власник спортивного клубу — пан Бітов бере участь у махінаціях на спортивних ставках і просить Олексія «лягти» у фіналі за великі гроші. Він погоджується. Роман звертається за допомогою у підготовці до турніру до свого давнього тренера Андрія. Він погоджується допомогти.
У фіналі Роман і Олексій постають один перед одним. І жага допомогти хворій коханій тільки надавала їм сил. Олексій, що повинен був програти у фіналі, перемагає менш підготовленого Романа. Та жадані гроші так і не потрапляють до рук Олексія. Пан Бітов зазнає краху і програє на ставках. Олексій у злості краде гроші і тікає з турніру. У домі в тренера Андрія хлопці зустрічаються і об'єднують свої сили. Їх починають переслідувати Бітов. Вони вирушають на буремний Донбас (період становлення квазі-республік) у м. Слов'янськ, де живе кохана Тетяна.
На шляху вони тікають від погоні терористів ДНР, які за вказівкою пана Бітова і місцевого ватажка ДНР розпочинають «полювання» на спортсменів. Попри величезні труднощі, друзі все ж таки дістаються до коханої, яка кохає Романа.
Спроба виїхати із «Народної Республіки» завершується невдало — хлопці потрапляють у полон і перебувають у місцевій в'язниці. Тетяна ж з батьком вдало перетинають лінію вогню і летять на лікування в Німеччину. Тренер Андрій визволяє друзів, відбувається перестрілка, бійки, гонитва. Бітов підстрелює Олексія. А потім кидається навздогін за машиною з Романом, Андрієм і пораненим Олексієм.
Історія закінчується щасливо, Тетяна вдало пройшла лікування і живе з Романом, Олексій залишився живим, а Бітова пристрелили його «колеги» за високі борги. В останніх кадрах фільму тренер Андрій йде до пункту прийому волонтерської допомоги і передає волонтерам сумку. Коли волонтери відкривають її —бачать там тисячі доларів. Андрій же зникає…

## У ролях

### Головні ролі
| Актор                 | Роль                       | Положення                                        |
| --------------------- | -------------------------- | ------------------------------------------------ |
| Олександр Попов       | Роман Васильєв             | спортсмен, закоханий у Тетяну.                   |
| Дмитро Сова           | Олексій Кононенко          | спортсмен, теж закоханий у Тетяну.               |
| Ганна Топчій          | Тетяна Марченко            | хвора дівчина, які намагаються допомогти хлопці. |
| Ахтем Сеїтаблаєв      | тренер Андрій              | тренер спортивної школи. Допомагає хлопцям.      |
| Сергій Писаренко      | Бітов                      | власник спортклубу.                              |
| Дмитро Лалєнков       | пан Борис                  | батько Тетяни                                    |
| Сергій Калантай       | Віктор Анатолійович Аверін | інвестор                                         |
| Олексій Череватенко   | Вадим                      | помічник тренера                                 |
| Олексій Смолка        | Валерій Давиденко          |                                                  |
| Михайло Кришталь      | Леонід Горовий             |                                                  |
| Володимир Бєляєв      | «Бригадир»                 |                                                  |
| Олег Примогенов       | Василь                     |                                                  |
| Юрій Висоцький        | Кітале                     | професор                                         |
| Олександр Рудько      | Володя                     |                                                  |
| Олександр Данильченко | Сергійович                 |                                                  |
| Ірина Бардакова       | Наталія Загородня          | мати Тетяни, циркова гімнастка                   |
| Петро Миронов         |                            | директор цирку                                   |
| Анатолій Приймак      | «Козак»                    |                                                  |
| Геннадій Попенко      |                            | конферансьє цирку                                |
| Дарія Боцманова       | Люся                       |                                                  |
| Дмитро Меленевський   | охоронець Аверіна          |                                                  |

## Виробництво
«Я з тобою» став першим фільмом з низки кінотеатральних проєктів «1+1».
У студії «Сніданку з 1+1» режисер фільму Олег Туранський розповів про ідею фільму:
|  | Мені здається, події останніх років, що відбуваються у країні, будуть нескоро осмислені повною мірою. І ми не беремося дати оцінку історичним подіям. Ми розповідаємо історію кохання і дружби, яка розвивається на тлі цієї ситуації. |